# Nationalbibliothek von Bhutan
Die Nationalbibliothek von Bhutan, Dzongkha: Druk Gyelyong Pedzö (dz.: འབྲུག་རྒྱལ་ཡོངས་དཔེ་མཛོད, en.: National Library of Bhutan, NLB, Wylie: Vbrug Rgyal-yongs Dpe-mdzod), in Thimphu, Bhutan, wurde 1967 gegründet. Sie hat das Ziel, „das reiche kulturelle und religiöse Erbe Bhutans zu erhalten und zu fördern.“ („preservation and promotion of the rich cultural and religious heritage“). Die Bibliothek befindet sich im Gebiet Kawajangtsa von Thimphu, oberhalb des Royal Thimphu Golf Course, in der Nähe des Folk Heritage Museum Kawajangsa und des National Institute for Zorig Chusum (Traditional Arts and Crafts).

## Geschichte

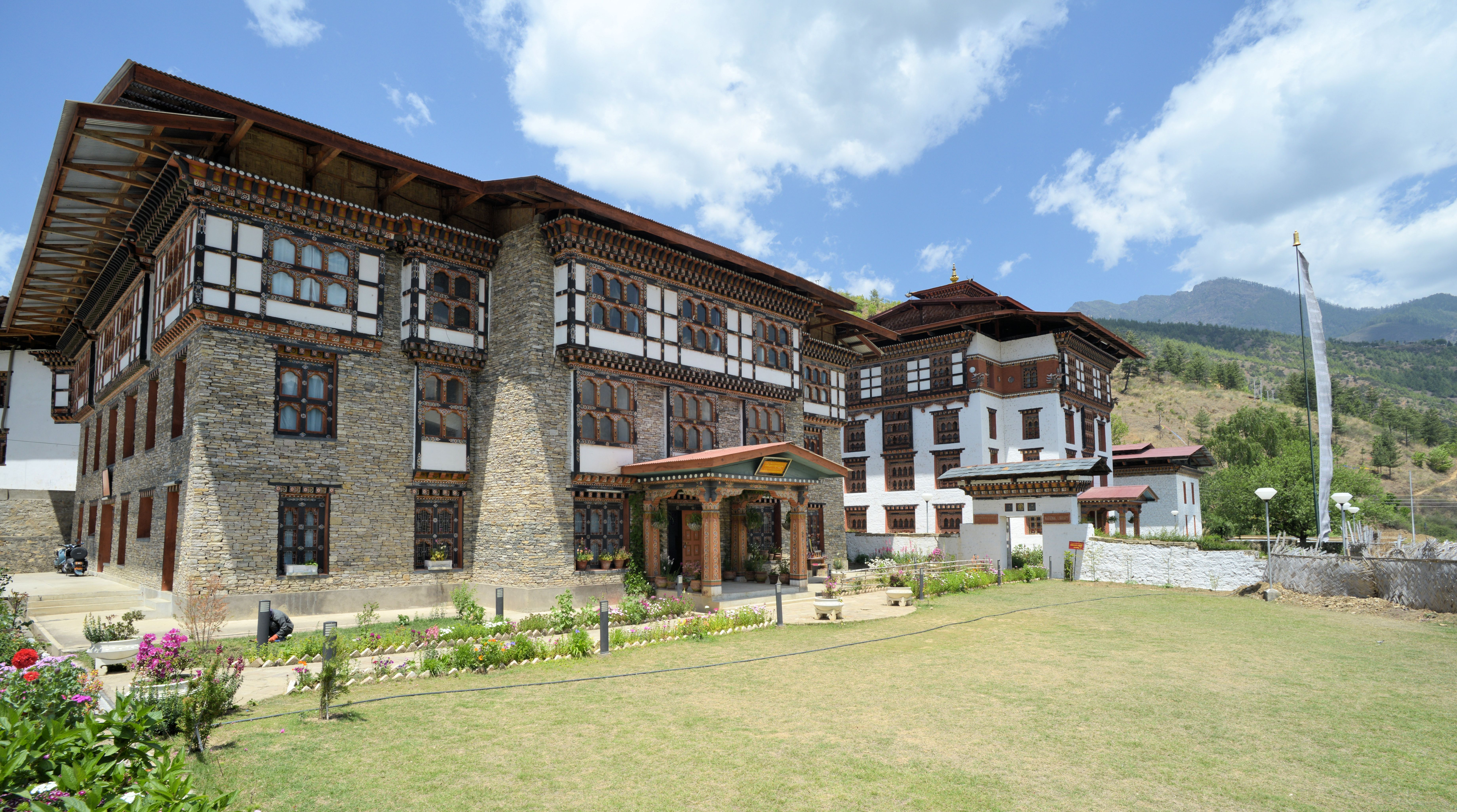
The National Library and Archives of Bhutan.

Die Nationalbibliothek von Bhutan wurde 1967 unter der Schirmherrschaft von Königin Ashi Phuntso Choden (1911–2003) mit einer kleinen Sammlung kostbarer Texte gegründet. Die Bibliothek war ursprünglich im Zentralen Turm (utse) von Tashichho-Dzong untergebracht. Später, aufgrund der anwachsenden Sammlung, wurde die Bibliothek in ein Gebäude im Gebiet Changgangkha von Thimphu verlegt.
Um eine dauerhafte Unterbringung für die heiligen religiösen Bücher und Manuskripte zu ermöglichen, wurde das heutige, achteckige Gebäude mit vier Etagen in traditionellem Baustil errichtet. Das Gebäude hat die Form eines Zentralen Turmtempels eines bhutanesischen Dzong. Die Kosten für den Bau wurden komplett von der königlichen Regierung aufgebracht, ohne ausländische Unterstützung.
Das Gebäude wurde eingeweiht und von H.H. Dilgo Khyentse Rinpoche am 23. November 1984 als Tempel geweiht, um einen geheiligten Ort für die religiösen Texte zu gewähren, welche den Hauptteil der Sammlung bilden. Die Bibliothek zog Ende 1984 unter Aufsicht der Special Commission for Cultural Affairs ein.

### Direktoren
1. Geshe Tshewang (1967–1973)
2. Lopen Pemala (1973–1993)
3. Sangay Wangchug (1993–1999)
4. Mynak R.Tulku (1999–2004)
5. Dorjee Tshering (2005–2007)
6. Gyonpo Tshering (2007–2010)
7. Harka B. Gurung (2010– )

## Nationalarchiv
Das Nationalarchiv ist verantwortlich für das Sammeln und Sichern wichtiger Dokumente aus Vergangenheit, Gegenwart und Zukunft von Bhutan für zukünftige Generationen.
Im Juli 2000 unterzeichnete Dänemark eine Vereinbarung zur Unterstützung des Nationalarchivs bei der Errichtung eines modernen Archivgebäudes. Das 2004 fertiggestellte zweistöckige Gebäude ist mit einem modernen Sicherheits- und Brandmeldesystem sowie Temperatur- und Feuchtigkeitskontrolle ausgestattet.

### Our National Memory Bank
Die Aufbewahrungsräume des Archivs beherbergen heute viele wichtige Dokumente, darunter alte Aufzeichnungen, alte Briefe und rund siebentausend wichtige Fotografien. In den Archiven befinden sich auch Mikrofilme vieler anderer wichtiger Dokumente. Besonders seltene und wichtige Bücher und Manuskripte aus der Sammlung der Nationalbibliothek werden ebenfalls in ihren sicheren und kontrollierten Räumlichkeiten aufbewahrt. Somit sind die Archive die Grundlage der Our National Memory Bank.
Das Nationalarchiv bittet Einzelpersonen und Institutionen innerhalb und außerhalb des Landes, die über wichtige Dokumente und anderes Material mit Bezug zu Bhutan verfügen Kopien für das Nationalarchiv bereitzustellen.

### Einrichtungen und Service für Mikroverfilmung
Die Nationalbibliothek bietet einen kostenlosen Mikrofilmdienst für Institutionen und Einzelpersonen in Bhutan an, die wichtige und seltene Texte und Dokumente besitzen. Nach der Mikroverfilmung wird der Originaltext oder das Originaldokument zusammen mit einer Mikrofilmkopie an den Anbieter zurückgegeben, und eine Kopie wird unter sicheren und kontrollierten Aufbewahrungsbedingungen im Archiv aufbewahrt.

### Konservierung und Schutz
Das Archiv arbeitet hauptsächlich mit Papierdokumenten. Auf modernem Papier gedruckte Dokumente enthalten oft Bleichmittel und andere Chemikalien, die diesen Verfall beschleunigen können. Ebenso enthalten Fotos und Filme häufig chemische Spuren, die bei der Verarbeitung zurückgeblieben sind und zu einer Verschlechterung führen können. Wenn Dokumente oder Fotos zur Konservierung ausgewählt werden, müssen diese schädlichen chemischen Rückstände neutralisiert werden.

### Pflichtexemplargesetz
Die Nationalversammlung von Bhutan (Gyelyong Tshogdu) erließ am 20. Juli 1999 das Pflichtexemplargesetz. Dieses Gesetz dient dazu das dokumentarische Erbe Bhutans zu sammeln, aufzubewahren und zu verwalten, und gedruckte, nicht gedruckte, elektronische, audiovisuelle und elektronische Texte in allen Formen legal zu sammeln und zu speichern. Das Pflichtexemplargesetz besteht aus acht Teilen.
Darüber hinaus soll eine Abteilung zum Sammeln mündlicher Traditionen und Audiovisueller Archivalien aufgebaut werden.

## Prunkstücke der Sammlung
- Longchenpa’s Seven Treasuries (Longchen Dzo Dun). Das komplette Set Druckstöcke zur Ausgabe der Sieben Schätze des Longchen Rabjam, welche ursprünglich von Dodrup Chen Rinpoche in Gangtok hergestellt worden waren (c. 1968). Sie werden in der Nationalbibliothek aufbewahrt und gelegentlich auf bhutanesischem Papier nachgedruckt.
- Gesammelte Werke von Padma Karpo (Kunkhyen Ka-bum). Das komplette Set von Holzschnitt-Druckblöcken der vollständigen Werke von Kunkhyen Padma Karpo werden in der Nationalbibliothek aufbewahrt und gelegentlich nachgedruckt.